# Гордана Рајков
Гордана Рајков (Београд, 29. децембар 1944 — 14. јун 2022) била је професорка, математичарка и народна посланица седмог и осмог сазива Народне скупштине Републике Србије.

## Живот и рад
Гордана Рајков је рођена  29. децембра 1944. године у Београду. Дипломирала је на Природно-математичком факултету Универзитета у Београду и стекла звање професора математике. Након завршетка студија укључила се у организацију особа са инвалидитетом и постала председник Савеза дистрофичара Србије.
За свој рад у области инвалидности у СФРЈ је одликована са Орденом рада са сребрним венцем и Орденом заслуга за народ са сребрним зрацима.
Радила је у британској хуманитарној организацији Оxфам као Регионални саветник за инвалидска питања. Боравила је у Даблину 1992. године када је Центар за самостални живот Даблина започињао свој рад и шему персоналне асистенције и тада се упознала са политичким аспектом самосталног живота и концептом персоналне асистенције и његовим значењем. После три године у Србију је донела филозофију самосталног живота и иницирала оснивање Центра за самостални живот особа са инвалидитетом. Након тога је осмислила прве програме обуке за подизање свести о дискриминацији и правима особа са инвалидитетом, као и програме обуке и подршке за њихов самостални живот у Србији.
Рајков је изабрана у Народну скупштину са изборне листе странке Г17+, као нестраначка личност и представница Центра за самостални живот инвалида и она је прва особа са инвалидитетом која је народна посланица у Народну скупштину Србије.
Номинована је од стране Амбасаде Сједињених Америчких Држава за награду Жена од храбрости 2007. коју додељује Конгрес САД.
Гордана Рајков је обављала низ функција током свог радног века: била је председница Центра за самостални живот особа са инвалидитетом Србије, члан Управног одбора и потпредседница Светске организације особа са инвалидитетом  и члан Извршног одбора Европске мреже центара за самостални живот, директорка за развој и међународну сарадњу Центра за самостални живот особа са инвалидитетом Србије.
Преминула је 14. јуна 2022. године.

## Књига
Године 2017. Гордана Рајков је објавила књигу Изборити се за избор: Животна прича Гордане Рајков која представља сведочанство о стереотипима и предрасудама о особама с инвалидитетом, али и пример њиховог савладавања.